# Simon Renard

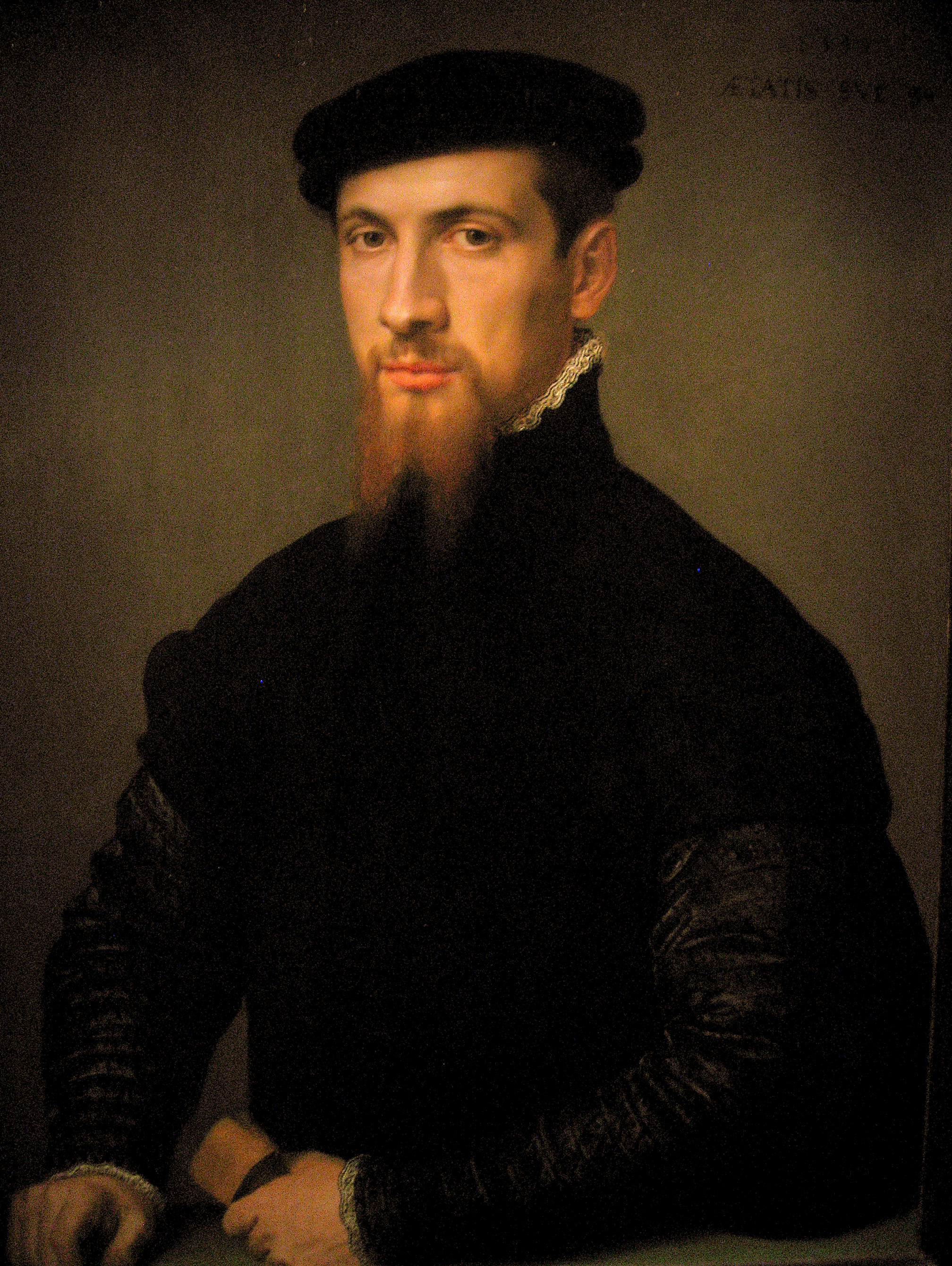
Portretschilderij toegeschreven aan Anthonis Mor (1553)

Simon Renard, heer van Bermont (Vesoul, ca. 1513 – Madrid, 8 augustus 1573) was een Bourgondisch diplomaat en raadgever van keizer Karel V en van zijn zoon Filips II van Spanje. Hij was hun ambassadeur in Frankrijk en in Engeland. In die functie regelde hij het huwelijk van Filips II met de Engelse koningin Mary Tudor, op wiens beleid hij veel invloed had.

## Jonge jaren
Renard kwam uit het vrijgraafschap Bourgondië. Hij studeerde in Dole en daarna in Leuven, waar hij bevriend raakte met zijn medestudent en streekgenoot Antoine Perrenot de Granvelle. Hij werd doctor in de rechten en vestigde zich als notaris in Vesoul. Door toedoen van kanselier Nicolas Perrenot de Granvelle, de vader van Antoine, werd hij in 1540 luitenant-generaal van het grootbaljuwschap Amont. Hij woonde toen in een woning die bewaard is, het Hôtel Simon Renard.
Tijdens de Schmalkaldische Oorlog nam Renard dienst in het leger van Karel V om de strijd aan te binden met de Duitse lutheranen, die zich hadden verenigd in het Schmalkaldisch Verbond. Na de zege in de Slag bij Mühlberg (1547) werd hij door de keizer tot ridder geslagen. Ook werd hij aangesteld tot rekwestmeester in het parlement van Dole (maître des requêtes ordinaires de l'hôtel) en begin 1548 tot raadsheer in de Geheime Raad, zonder dat hij erin tewerk werd gesteld. Hij kreeg het voorlopig bestuur over het hertogdom Milaan en werd afgevaardigd naar de rijksdag van Augsburg, waar de Interim van Augsburg werd afgekondigd.

## Ambassadeur in Frankrijk
In januari 1549 werd Renard heer van Bermont en op 1 februari werd hij Habsburgs ambassadeur in Parijs in opvolging van Jean de Saint-Mauris. Hij rapporteerde over de Frans-Engelse onderhandelingen om de Rough Wooing-oorlog te beëindigen en over de Franse plannen om het eiland Alderney in te nemen. Door het uitbreken van de Italiaanse Oorlog werd hij in 1551 teruggeroepen naar het hof in Brussel. In 1552 nam hij deel aan het Concilie van Trente.

## Ambassadeur in Engeland
Hoewel hij lang de boot had afgehouden, moest Renard in juni 1553 zijn gezin in Brussel achterlaten voor een missie naar Engeland. Hij maakte deel uit van een driemanschap dat de gezondheidstoestand van de jonge koning Edward VI van nabij moest opvolgen. Hoewel de instructies waren om niet tussen te komen in de troonsopvolging, was Renard toch zijdelings betrokken in de triomf van de katholieke Mary Tudor over de protestantse Jane Grey. Tot ergernis van de gepasseerde ambassadeur Jan Scheyfve en van de Engelsen, stelde de nieuwe koningin haar volste vertrouwen in Renard, die een beetje willens nillens haar naaste raadgever werd. In september werd hij ambassadeur en werden de andere gezanten teruggetrokken. 
De 37-jarige koningin had nooit een man gehad, maar was bereid daar verandering in te brengen uit staatsbelang. Renard onderhandelde het huwelijk met de toekomstige koning van Spanje, Filips II. In november zegde Mary toe en op 12 januari 1552 werden de huwelijkse voorwaarden vastgelegd. De volgende maand leidde Thomas Wyatt een rebellie, maar Renard was op de hoogte dankzij zijn spionnen en hielp de staatsgreep verijdelen. Zijn Franse rivaal Antoine de Noailles (1504-1562) moest met lede ogen toekijken. Waar hij niet in slaagde, was Mary ertoe te bewegen de kopstukken Edward Courtenay en prinses Elisabeth te executeren.
De ambassadeur vertegenwoordigde Filips op 9 juni 1554 voor het huwelijk met de handschoen. Vanaf de plechtige inzegening de volgende maand verloor hij zijn invloed, niet omdat hij het vertrouwen van de koningin kwijt was, maar omdat Filips hem op afstand hield. Vergeefs pleitte Renard ervoor de vervolgingsijver van de Engelse geestelijkheid te temperen. Keizer Karel weigerde in te gaan op herhaalde verzoeken om hem terug te roepen. Hij bleef ambassadeur tot september 1555, toen de keizer zelf troonsafstand deed. Mary gaf haar vertrouwensman een vorstelijke beloning ten afscheid.

## Latere carrière
Terug in Brussel werd Renard op 18 november 1555 benoemd in de Raad van State. De volgende maand werd zijn voormalige maître d'hôtel Étienne Quiclet gearresteerd als een Frans agent. Ondanks protest van Renard zou hij in 1557 worden terechtgesteld, maar dit ging niet onmiddellijk ten koste van het aanzien van de briljante en ambitieuze staatsman. In 1556 was hij gevolmachtigd minister in Frankrijk geworden om het Bestand van Vaucelles te onderhandelen met koning Hendrik II. Toen dat werd geschonden, verliet hij zijn ambassadeurspost en vergezelde hij in maart 1557 Filips II naar Engeland. Daar stierf Queen Mary kinderloos in november 1558, waarna Filips terugkeerde naar Spanje. 
Vanaf 1559 had Renard te kampen met de bittere vijandschap van bisschop Granvelle, zijn vroegere vriend en beschermheer. Deze gebruikte een beschuldiging van Quiclet als zou Renard geheimen hebben verraden tijdens zijn mandaat in Engeland. De beschuldigde bleef in Brussel en zocht aansluiting bij de hoogadel, die een machtsstrijd uitvocht met Granvelle en die verzachting van de inquisitie eiste. In december 1562 moest Renard zich op bevel van Filips II terugtrekken naar Bourgondië. Na het vertrek van Granvelle in maart 1564 schoven diens vijanden hem naar voren als opvolger in de Raad van State, maar daar kon voor de koning geen sprake meer van zijn. Hij begaf zich dan naar Spanje en leefde er quasi onder bewaking. 
Toch had hij niet alle krediet verspeeld. Op 12 mei 1566 werd hij in audiëntie ontvangen door de koning en hing hij een rooskleurig beeld op van de situatie in de Nederlanden, waar het Smeekschrift der Edelen was afgegeven en de Beeldenstorm op uitbreken stond. Hij publiceerde hierover een memorie waarin hij pleitte voor de toepassing van de Vrede van Augsburg in de landen van Filips II en voor de bijeenroeping van de Staten-Generaal. Hij raakte niet meer in de gratie en stierf in 1573 in zijn bed te Madrid.

## Familie
Rond 1551 trouwde Renard met Jeanne Lullier (1533-ca. 1584). Ze hadden drie zonen en drie dochters.

## Voetnoten
1. ↑  Liesbeth Geevers, Gevallen vazallen. De integratie van Oranje, Egmont en Horn in de Spaans-Habsburgse monarchie (1559-1567), 2011, p. 201

- Biografisch Portaal: 09363787
- Gemeinsame Normdatei: 1257923978
- International Standard Name Identifier: 0000 0000 6221 307X
- Library of Congress Control Number: no2009088185
- Nationale Bibliotheek van Israël: 987007578889605171
- SNAC: w6jb6mpx
- Système universitaire de documentation: 254586864
- Virtual International Authority File: 90523020
- WorldCat: E39PBJcBR3kJXbF8jcvX7YqbBP